# Peter Koch (MfS-Mitarbeiter)
Peter Koch (* 19. Juli 1929 in Stettin; † 3. Mai 1990 im Kreis Neustrelitz) war ein deutscher Generalmajor des Ministeriums für Staatssicherheit (MfS) der Deutschen Demokratischen Republik (DDR). Er war von 1977 bis 1989 Leiter der MfS-Bezirksverwaltung Neubrandenburg.

## Leben
Peter Koch, Sohn eines Lehrers, besuchte bis 1944 die Oberschule und war danach als Waldarbeiter tätig. Von 1945 bis 1948 erlernte er den Beruf des Schlossers und arbeitete anschließend in einer Maschinen-Traktoren-Station (MTS). 1946 wurde er Mitglied der Sozialistischen Einheitspartei Deutschlands (SED) und besuchte von 1950 bis 1952 die Deutsche Verwaltungsakademie in Forst Zinna mit dem Abschluss als Diplom-Wirtschaftler. Er wurde beim Rat des Bezirkes Neubrandenburg angestellt und Leiter der Politabteilung der MTS-Bezirksverwaltung Neubrandenburg.
1953 trat er in die Kasernierte Volkspolizei (KVP) ein und wurde Lehrer an der Politischen Hochschule der KVP in Potsdam. Noch im selben Jahr wechselte er zum MfS und dort in die Abteilung Volkswirtschaft der Bezirksverwaltung Potsdam. Ein Fernstudium an der Juristischen Hochschule (JHS) des MfS in Potsdam-Eiche von 1960 bis 1965 schloss er als Diplom-Jurist ab. Von 1962 bis 1975 war er Stellvertreter Operativ des Leiters der Bezirksverwaltung Potsdam des MfS. 1972 erfolgte die Promotion zum Dr. jur. ebenfalls an der JHS Potsdam. 1976 ging er als Stellvertreter Operativ zur MfS-Bezirksverwaltung Neubrandenburg und wurde 1977 als Nachfolger von Alfred Böhm Leiter der Bezirksverwaltung.
Von Februar 1979 bis Dezember 1989 war er auch Mitglied der SED-Bezirksleitung Neubrandenburg. 1980 wurde er zum Generalmajor ernannt. Im November 1989 wurde er Leiter des neugeschaffenen Bezirksamtes für Nationale Sicherheit, gab aber am 9. Dezember 1989 die Einstellung der Tätigkeit dieses Amtes bekannt. Im Januar 1990 wurde er entlassen und vorübergehend wegen des Verdachts der „Untreue zum Nachteil sozialistischen Eigentums“ inhaftiert. Er starb 1990 durch Suizid.

## Auszeichnungen
- 1986 Vaterländischer Verdienstorden in Gold